# François Le Calvez
Pour les articles homonymes, voir Calvez.
François Le Calvez est un homme politique français né le 15 février 1799 à Louargat (Côtes-du-Nord) et mort le 15 mars 1880 à Guingamp (Côtes-du-Nord).

## Biographie
Notaire à Guingamp, il est maire et conseiller général. Il est député des Côtes-du-Nord, soutenant le régime impérial, de 1868 à 1870.

## Sources
- « François Le Calvez », dans Adolphe Robert et Gaston Cougny, Dictionnaire des parlementaires français, Edgar Bourloton, 1889-1891 [détail de l’édition]